# Coefficient binomial de Gauss
En mathématiques, les coefficients binomiaux de Gauss ou coefficients q-binomiaux ou encore q-polynômes de Gauss sont des q -analogues des coefficients binomiaux, introduits par C. F. Gauss en 1808 .  
Le coefficient q-binomial, écrit {\displaystyle {\binom {n}{k}}_{q}} ou {\displaystyle {\begin{bmatrix}n\\k\end{bmatrix}}_{q}}, est un polynôme en {\displaystyle q} à coefficients entiers, qui donne, lorsque {\displaystyle q} est une puissance de nombre premier, le nombre de sous-espaces vectoriels de dimension {\displaystyle k} d'un espace vectoriel de dimension {\displaystyle n} sur un corps fini à {\displaystyle q} éléments. 

## Définition algébrique
Les coefficients binomiaux de Gauss sont définis pour {\displaystyle n} et {\displaystyle k} entiers naturels et {\displaystyle q} différent de 1 par : 
{\displaystyle {n \choose k}_{q}={\begin{cases}{\dfrac {(1-q^{n})(1-q^{n-1})\cdots (1-q^{n-k+1})}{(1-q)(1-q^{2})\cdots (1-q^{k})}}={\dfrac {(q^{n}-1)(q^{n}-q)(q^{n}-q^{2})\dots (q^{n}-q^{k-1})}{(q^{k}-1)(q^{k}-q)(q^{k}-q^{2})\dots (q^{k}-q^{k-1})}}&\ {\textrm {si}}\ k\leqslant n\\[4pt]0&\ {\textrm {si}}\ k>n\end{cases}}}
Pour {\displaystyle k=0}, la valeur est 1 car le numérateur et le dénominateur sont tous deux des produits vides.  
Bien que la première formule semble donner une fonction rationnelle en {\displaystyle q}, elle désigne en fait un polynôme en {\displaystyle q} de degré {\displaystyle k(n-k)} (la division est exacte dans {\displaystyle \mathbb {Z} [q]}). 
Tous les facteurs au numérateur et au dénominateur sont divisibles par {\displaystyle 1-q}, avec comme quotient le q-analogue : 
{\displaystyle [k]_{q}=\sum _{0\leq i<k}q^{i}=1+q+q^{2}+\cdots +q^{k-1}={\begin{cases}{\dfrac {1-q^{k}}{1-q}}&{\text{pour}}&q\neq 1\\[3pt]k&{\text{pour}}&q=1\end{cases}}}.
La division de ces facteurs donne la formule équivalente : 
{\displaystyle {n \choose k}_{q}={\frac {[n]_{q}[n-1]_{q}\cdots [n-k+1]_{q}}{[1]_{q}[2]_{q}\cdots [k]_{q}}}\quad (k\leqslant n)}
ce qui met en évidence le fait que la substitution {\displaystyle q=1} dans {\textstyle {\binom {n}{k}}_{q}} donne le coefficient binomial ordinaire {\textstyle {\binom {n}{k}}.}
En termes de q-factorielles {\displaystyle n!_{q}=[1]_{q}[2]_{q}\cdots [n]_{q}}, la formule peut être écrite comme suit : 
{\displaystyle {n \choose k}_{q}={\frac {n!_{q}}{k!_{q}\,(n-k)!_{q}}}\quad (k\leqslant n)},
forme compacte (souvent donnée comme première définition), qui cache cependant la présence de facteurs communs au numérateur et au dénominateur.  
Cette forme rend évidente la symétrie {\textstyle {\binom {n}{k}}_{q}={\binom {n}{n-k}}_{q}} pour {\displaystyle k\leqslant n} . 
Contrairement au coefficient binomial ordinaire, le coefficient binomial de Gauss a une limite finie quand {\displaystyle n\rightarrow \infty }, pour {\displaystyle |q|<1} : 
{\displaystyle {\infty  \choose k}_{q}=\lim _{n\rightarrow \infty }{n \choose k}_{q}={\frac {1}{k!_{q}\,(1-q)^{k}}}={\frac {1}{(1-q)(1-q^{2})\cdots (1-q^{k})}}}.

## Exemples
{\displaystyle {0 \choose 0}_{q}={1 \choose 0}_{q}={1 \choose 1}_{q}={n \choose n}_{q}=1\;;}
{\displaystyle {n \choose 1}_{q}={\frac {1-q^{n}}{1-q}}=1+q+\cdots +q^{n-1}\;;}
{\displaystyle {3 \choose 2}_{q}={\frac {(1-q^{3})(1-q^{2})}{(1-q)(1-q^{2})}}=1+q+q^{2}\;;}
{\displaystyle {4 \choose 2}_{q}={\frac {(1-q^{4})(1-q^{3})}{(1-q)(1-q^{2})}}=(1+q^{2})(1+q+q^{2})=1+q+2q^{2}+q^{3}+q^{4}\;;}
{\displaystyle {6 \choose 2}_{q}={\frac {(1-q^{6})(1-q^{5})}{(1-q)(1-q^{2})}}=(1+q^{2}+q^{4})(1+q+q^{2}+q^{3}+q^{4})=1+q+2q^{2}+2q^{3}+3q^{4}+2q^{5}+2q^{6}+q^{7}+q^{8}\;;}
{\displaystyle {2n \choose 2}_{q}={\frac {(1-q^{2n})(1-q^{2n-1})}{(1-q)(1-q^{2})}}=(1+q^{2}+q^{4}+\cdots +q^{2n-2})(1+q+q^{2}+\cdots +q^{2n-2})\;;}
{\displaystyle {2n+1 \choose 2}_{q}={\frac {(1-q^{2n+1})(1-q^{2n})}{(1-q)(1-q^{2})}}=(1+q+q^{2}+\cdots +q^{2n})(1+q^{2}+\cdots +q^{2n-2}).}
La plupart des logiciels de calcul formel ont des fonctions pour calculer les q-binomiaux, par exemple :
- q_binomial(n, k) dans SageMath ;
- QBinomial(n,k,q) dans Maple (avec le package QDifferenceEquations) ;
- QBinomial[n,k,q] dans Mathematica.

## Relations de récurrence
Avec les définitions ci-dessus, on montre :
{\displaystyle {n \choose k}_{q}={\frac {1-q^{n}}{1-q^{k}}}{n-1 \choose k-1}_{q}={\frac {[n]_{q}}{[k]_{q}}}{n-1 \choose k-1}_{q}},
Cette égalité est la q-analogue de la formule du pion pour les coefficients binomiaux classiques.
Avec la formule {\displaystyle {n \choose k}_{q}={\frac {1-q^{n}}{1-q^{n-k}}}{n-1 \choose k}_{q}}, on déduit les relations q-analogues de la relation de Pascal :
{\displaystyle {n \choose k}_{q}=q^{k}{n-1 \choose k}_{q}+{n-1 \choose k-1}_{q}}
et 
{\displaystyle {n \choose k}_{q}={n-1 \choose k}_{q}+q^{n-k}{n-1 \choose k-1}_{q}}.
Ces relations montrent, par récurrence, que les coefficients q-binomiaux sont bien des polynômes à coefficients entiers en {\displaystyle q}.

## q-analogue du triangle de Pascal
Le triangle des coefficients binomiaux de Gauss, q-analogue du triangle de Pascal, se construit grâce aux relations précédentes :
| {\displaystyle n=0} |  |  |  |  |   |   |           |           | 1             | 1             |           |           |   |   |  |  |  |
| {\displaystyle n=1} |  |  |  |  |   |   |           | 1         | 1             | 1             | 1         |           |   |   |  |  |  |
| {\displaystyle n=2} |  |  |  |  |   |   | 1         | 1         | 1+q           | 1+q           | 1         | 1         |   |   |  |  |  |
| {\displaystyle n=3} |  |  |  |  |   | 1 | 1         | 1+q+q2    | 1+q+q2        | 1+q+q2        | 1+q+q2    | 1         | 1 |   |  |  |  |
| {\displaystyle n=4} |  |  |  |  | 1 | 1 | 1+q+q2+q3 | 1+q+q2+q3 | 1+q+2q2+q3+q4 | 1+q+2q2+q3+q4 | 1+q+q2+q3 | 1+q+q2+q3 | 1 | 1 |  |  |  |
|                     |  |  |  |  |   |   |           |           |               |               |           |           |   |   |  |  |  |

Pour q =2, il forme la suite A022166 de l'OEIS ; pour les entiers q suivants jusqu'à 24, les numéros des références se succèdent de 1 en 1 ; pour q=-2 : suite A015109 de l'OEIS et suivantes jusqu'à q=-24.
Autres références de l'OEIS concernant le q-triangle de Pascal :
- suite A008967 de l'OEIS  et suite A219237 de l'OEIS donnant la succession des coefficients des polynômes des colonnes 2 et 4 : {\displaystyle {\binom {n-2}{2}}_{q}} et  {\displaystyle {\binom {n+4}{4}}_{q}}.
- suite A083906 de l'OEIS donnant les coefficients de la somme de chaque ligne.
- suite A089789 de l'OEIS donnant le nombre de facteurs irréductibles de {\displaystyle {\binom {n}{k}}_{q}}.

## Définitions combinatoires

### Nombre de combinaisons présentant un nombre d'inversions donné
Le coefficient binomial ordinaire {\displaystyle {\tbinom {n}{k}}} compte les k-combinaisons obtenues à partir de {\displaystyle n} éléments. Si l'on prend ces {\displaystyle n} éléments comme les différentes positions de caractères dans un mot de longueur {\displaystyle n}, alors chaque k-combinaison correspond à un mot de longueur {\displaystyle n} utilisant un alphabet de deux lettres, disons {0,1}, avec {\displaystyle k} copies de la lettre 0 (indiquant les positions dans la combinaison choisie) et {\displaystyle n-k} lettres 1 (pour les positions restantes). 
Pour obtenir de ce modèle le coefficient binomial de Gauss {\displaystyle {\tbinom {n}{k}}_{q}}, il suffit de compter chaque mot avec un facteur {\displaystyle q^{i}}, où {\displaystyle i} est le nombre d' "inversions" du mot : le nombre de paires de positions pour lesquelles la position la plus à gauche de la paire contient une lettre 1 et la position la plus à droite contient une lettre 0 dans le mot.  
Par exemple, pour {\displaystyle n=4,k=2},   0011 ne présente pas d'inversion, 0101  en présente une (en positions 2 et 3), 0110 et 1001 en présentent deux, 1010 en présente trois et 1100 en présente quatre. Cela correspond aux coefficients du polynôme en {\displaystyle q} :

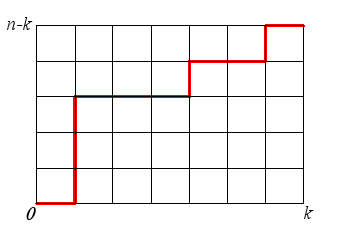
Chemin correspondant au mot 011100010010 ; ici, n = 12, k = 7, et le nombre d'inversions, aire sous le chemin, vaut i = 22.

{\displaystyle {4 \choose 2}_{q}=1+q+2q^{2}+q^{3}+q^{4}.}
D'une façon générale, si {\displaystyle I(n,k,i)} est le nombre de mots binaires de {\displaystyle n} lettres, contenant {\displaystyle k} lettres 0, et présentant {\displaystyle i} inversions, on a : 
{\displaystyle {n \choose k}_{q}=\sum _{i=0}^{k(n-k)}I(n,k,i)q^{i}}.
On démontre ceci à partir de la relation {\displaystyle I(n,k,i)=I(n-1,k-1,i)+I(n-1,k,i-k)}. 
Une façon visuelle de comprendre cette définition consiste à associer à chaque mot un chemin à travers une grille rectangulaire de côtés de hauteur {\displaystyle k} et de largeur {\displaystyle n}, du coin inférieur gauche au coin supérieur droit, en faisant un pas à droite pour chaque lettre 0 et un pas vers le haut pour chaque lettre 1. Le nombre d'inversions du mot est alors égal à l'aire de la partie du rectangle qui se trouve sous le chemin.

### Dénombrements de rangements de boules dans des urnes ou de partitions d'entiers
Soit {\displaystyle B(n,m,i)} le nombre de façons de lancer {\displaystyle i} boules dans {\displaystyle n} urnes indiscernables pouvant contenir {\displaystyle m} boules au plus, {\displaystyle i\leqslant nm}.  
Pour {\displaystyle i\geqslant 1}, {\displaystyle B(n,m,i)} est donc aussi le nombre de partitions de l'entier {\displaystyle i} en {\displaystyle n} parties au plus, chacune des parties étant inférieure ou égale à {\displaystyle m}. 
On montre qu'avec les notations précédentes, {\displaystyle B(n,m,i)=I(n+m,n,i)}. 
Donc {\displaystyle B(n,m,i)=[q^{i}]{n+m \choose n}_{q}} où {\displaystyle [q^{i}]P} désigne le coefficient de {\displaystyle q^{i}} dans le polynôme {\displaystyle P}. 
Notons que par symétrie, {\displaystyle B(n,m,i)=B(m,n,i)}. 

### Nombre de sous-espaces vectoriels d'un espace vectoriel fini
Lorsque {\displaystyle q} est une puissance de nombre premier, le nombre de sous-espaces vectoriels de dimension {\displaystyle k} d'un espace vectoriel de dimension {\displaystyle n} sur un corps fini à {\displaystyle q} éléments est {\displaystyle {n \choose k}_{q}}.
Donc le nombre de sous-espaces projectifs de dimension {\displaystyle k} d'un espace projectif de dimension {\displaystyle n} sur un corps fini à {\displaystyle q} éléments est {\displaystyle {n+1 \choose k+1}_{q}}.

### Parties àkéléments de {1,2,..,n}
Posons {\displaystyle E_{n}=\{1,2,..,n\}} et pour une partie {\displaystyle X}, notons {\displaystyle \Sigma (X)} sa somme ; alors:
{\displaystyle {\binom {n}{k}}_{q}=\sum _{\begin{matrix}X\subset E_{n}\\|X|=k\end{matrix}}{q^{\Sigma (X)-\Sigma (E_{k})}}}.

## q-analogue de la formule du binôme
Pour a et b réels ou complexes, on montre la formule q-analogue de la formule du binôme :
{\displaystyle \prod _{k=0}^{n-1}(a+q^{k}b)=\sum _{k=0}^{n}q^{k(k-1)/2}{n \choose k}_{q}a^{n-k}b^{k}}, dénommée « formule du binôme de Gauss » .
On en déduit, pour {\displaystyle |q|<1}, le développement du produit infini  : {\displaystyle \prod _{n=0}^{\infty }(1+q^{n}x)=1+\sum _{n=1}^{\infty }{\frac {q^{n(n-1)/2}}{(1-q)(1-q^{2})\cdots (1-q^{n})}}x^{n}} (première identité d'Euler).
Par exemple, pour {\displaystyle q=1/2}, {\displaystyle x=1}, on obtient {\displaystyle \prod _{n=0}^{\infty }(1+{1 \over {2^{n}}})=1+\sum _{n=1}^{\infty }{\frac {2^{n}}{(2-1)(2^{2}-1)\cdots (2^{n}-1)}}}, voir suite A081845 de l'OEIS.
Il existe aussi une formule q-analogue de la formule du binôme négatif, dénommée « formule du binôme de Heine » :
{\displaystyle \prod _{k=0}^{n-1}{\frac {1}{1-q^{k}x}}=\sum _{k=0}^{\infty }{n+k-1 \choose k}_{q}x^{k}} pour {\displaystyle |x|<1}.
dont on déduit :
{\displaystyle \prod _{n=0}^{\infty }{\frac {1}{1-q^{n}x}}=1+\sum _{n=1}^{\infty }{\frac {x^{n}}{(1-q)(1-q^{2})\cdots (1-q^{n})}}} pour {\displaystyle |x|<1} et {\displaystyle |q|<1} (deuxième identité d'Euler).
Par exemple, pour {\displaystyle q=x=1/2}, on obtient {\displaystyle {\prod _{n=0}^{\infty }{\frac {1}{1-{1 \over {2^{n+1}}}}}}=1+\sum _{n=1}^{\infty }{\frac {2^{n(n-1)/2}}{(2-1)(2^{2}-1)\cdots (2^{n}-1)}}}, voir suite A065446 de l'OEIS.

## Autres relations entre coefficientsq-binomiaux

### q-analogue de la sommation en colonne
Par application du q-analogue de relation de Pascal, on obtient le q-analogue de la formule d'itération de Pascal :
{\displaystyle \sum _{i=p}^{n}q^{i-p}{\binom {i}{k}}_{q}={\binom {n+1}{k+1}}_{q}}

### q-analogue de l'identité de Vandermonde
Le q-analogue de l'identité de Vandermonde est
{\displaystyle {\binom {m+n}{k}}_{\!\!q}=\sum _{j}{\binom {m}{k-j}}_{\!\!q}{\binom {n}{j}}_{\!\!q}q^{j(m-k+j)}}.

### Sommation alternée d'une ligne
Pour une ligne paire : 
{\displaystyle \sum _{k=0}^{2n}(-1)^{k}{\binom {2n}{k}}_{q}=(1-q)(1-q^{3})\cdots (1-q^{2n-1}).}
Pour une ligne impaire  (évident par la propriété de symétrie) : 
{\displaystyle \sum _{k=0}^{2n+1}(-1)^{k}{\binom {2n+1}{k}}_{q}=0.}

### Étoile de David
D'après leur définition algébrique, les coefficients binomiaux de Gauss vérifient le théorème de l'étoile de David, deuxième énoncé.